# Конвой на победата
„Конвой на победата“ е морска битка на 5 август 1936 г. в Гибралтарския пролив по време на Гражданската война в Испания, между националистически конвой и разрушителя на Републиканския флот Алкала Галиано.

## Предистория
В края на юли 1936 г. испанските бунтовнически сили са в тежко положение. Републиката държи две трети от страната, столицата, златните резерви, големите градски центрове и повечето индустрии. Основната ударна сила на бунтовниците, Испанската африканска армия, е изолирана в Испанско Мароко, докато Републиката държи по-голямата част от флота, а от 19 юли бойни кораби на испанския републикански флот патрулират във водите между Мароко и континента.
Със съдействието на нацистка Германия и фашистка Италия, националистите успяват да прехвърлят войските си от Африка до Андалусия.

## Въздушен транспорт на войски
Националистите искат и получават транспортни самолети от Германия и Италия, за да транспортират своите войски, установявайки първия въздушен мост на войски в историята. Германия изпраща 20 Junkers Ju 52/3m и между 29 юли и 5 август националистите прехвърлят 1 500 души от Африка през пролива по въздух и още 15 000 между 5 и 15 август. Историкът Хю Томас изчислява, че 12 000 души са изпратени със самолет между август и септември.
Хитлер заявява: „Франко трябва да издигне паметник в чест на Юнкерс-52“. Този успех е голям психологически удар (новината за пристигането на маврите разпространява ужас сред републиканците), но републиканският флот все още контролира Проливите и републиканският боен кораб Jaime I заплашва транспортния самолет с тежката си противовъздушна система.

## Конвой
На 5 август Франко решава да пробие републиканската морска блокада с конвой от търговски кораби, превозващ 2 500 до 3 000 войници, оборудване и тежко оръжие. Конвоят тръгва от Сеута и се състои от четири транспорта, ескортирани от канонерската лодка Dato, кораба на бреговата охрана Uad Kert и стария торпеден катер T-19 клас T-1. Конвоят е покрит от пет бомбардировача Savoia-Marchetti SM.81, три F.VII, един DC-2, два изтребителя NiD.52, два Do J и ескадрила Breguet 19.
Три републикански разрушителя наблюдават отблизо пристанищата на Испанско Мароко, но сутринта на 5 август самолетът на националистите предприема въздушни атаки срещу републиканските кораби в пролива и републиканският разрушител Lepanto е принуден да напусне Гибралтар от британските власти. Поради това само Алкала Галиано се сблъсква с националистическите кораби. Конвоят, пътуващ за Алхесирас, достига дестинацията си вечерта след кратка размяна на огън.
Докато акостира в Алхесирас, канонерската лодка Dato се натъква на британския разрушител HMS Basilisk, след като я идентифицира погрешно като републиканска. Докато се връща обратно към Малага, Алкала Галиано е нападнат и ударен от самолет на националистите. Франкистки източници твърдят, че тя е претърпяла 18 убити моряци и 28 ранени.

## Последици
От 6 август транспортни кораби пресичат Гибралтарския пролив, прикрити от италиански бомбардировачи. На 7 август бойният кораб Jaime I и крайцерът Libertad обстрелват Алхесирас и нанасят сериозни щети на Dato и Uad Kert. Въпреки това, през първата седмица на август, германски Junkers Ju 52 удря републикански Jaime I и италианските бомбардировачи започват да тормозят републиканския флот, така че да не могат повече да пречат на преминаването на транспортни кораби.
Освен това британските власти в Гибралтар и Танжер са враждебни към републиката. Британските петролни компании в Гибралтар отказват да продават гориво на републиканския флот. Международната комисия на Танжер отказва използването на пристанището на републиканския флот, защото това противоречи на неутралитета на града, но въпреки това разрешава преминаването на храна, стоки и бензин за германските транспортни самолети до Испанско Мароко. До края на септември Републиката губи контрол над водите между Мароко и континента след битката при нос Спартел.